# Nicolás Delmonte
Nicolás Delmonte (Oliva, 10 maggio 1989) è un calciatore argentino, difensore svincolato.

## Palmarès

### Club

#### Competizioni nazionali
- Campionato albanese: 1

Dinamo Tirana: 2009-2010

#### Competizioni internazionali
- Coppa Sudamericana: 1

Independiente: 2010